# Kadampa Desheg
| Tibetische Bezeichnung                      |
| ------------------------------------------- |
| Tibetische Schrift: ཀ་དམ་པ་བདེ་གཤེགས          |
| Wylie-Transliteration: ka dam pa bde gshegs |
| Chinesische Bezeichnung                     |
| Vereinfacht: 嘎•丹巴德西                    |
| Pinyin:Ga Danba Dexi                        |

Kadampa Desheg (tib. ka dam pa bde gshegs; geb. 1122; gest. 1192) war ein tibetischer Meister der Nyingma-Schule. Er ist der Gründer des Kathog-Klosters (ka thog dgon) in Kham, im Kreis Baiyü (Pelyül) des Autonomen Bezirks Garzê der Tibeter in Sichuan, im Jahre 1159 und damit der  Kathog-Linie, der ältesten der Nyingma-Schulen. Seine fünf Hauptschüler erlangten den Regenbogenkörper, wie ihn auch von ihnen abwärts bis zu Nyala Pema Düdul (nyag bla padma bdud 'dul) am Ende des 19. Jahrhunderts hunderttausend Praktizierende dieser Linie erlangt haben sollen.